# Paul Arnould
Pour les articles homonymes, voir Arnould.
Paul Arnould, né le 31 août 1946 à Hagondange, est un géographe et biogéographe français spécialiste des forêts, de l'environnement, du développement durable ainsi que de la place de la biodiversité dans les villes.

## Biographie
Il a notamment été élève-instituteur aux écoles normale d’instituteurs de Montigny-les-Metz et de Nancy de 1961 à 1965. Puis par la suite, il fut élève-professeur à l'École normale supérieure de Saint-Cloud de 1965 à 1970 (On ne parlait pas à l’époque de mixité ou de fusion avec Fontenay-aux-Roses). Il fut fortement influencé dans son parcours étudiant à la suite des enseignements à Paris 10 (Paris-Nanterre) d’Henri Elhaï et de François Morand. Il s'est alors dirigé vers la géographie du vivant avec un mémoire de maîtrise sur la forêt de Fontainebleau, plutôt que celle de l'industrie ou de la mer qui faisaient également parti de ses centres d'intérêt.

### Carrière universitaire
Il a enseigné comme assistant puis maître assistant à l’École normale supérieure de Saint-Cloud de 1970 à 1995) devenue Fontenay-Saint-Cloud en 1983, avec une parenthèse de 4 ans à l’École normale supérieure de Tunis de l'année 1971 à l'année 1975.
Il a enseigné à Paris 1 Panthéon Sorbonne en tant que professeur des universités de 1995 à 1999.
Directeur de l’UMR 5 600, Environnement Ville Société, Unité mixte de recherche, entre le Centre national de la recherche scientifique et les universités de Lyon 2, Lyon 3, Saint Étienne, l’Institut national des sciences appliquées (INSA), l’École nationale des travaux publics de l’état (ENTPE) et l’École normale supérieure de Lyon, ENS, de 2007 à 2010.
Il est actuellement professeur émérite à l’École normale supérieure de Lyon, depuis 2014.

### Carrière professionnelle
Il a été vice-président du Groupe d'Histoire des Forêts Françaises GHFF, de 1983 à 2010.
Il a été vice-président, puis président du Conseil National des Universités, CNU, section 23, « Géographie physique, humaine, économique et régionale" de 2000 à 2007.
Il a été secrétaire général du Comité National Français de Géographie, CNFG, représentant la géographie française à l’international de 2000 à 2008.
Il a été délégué scientifique de l'Agence d'évaluation de la recherche et de l'enseignement supérieur (AERES) pour la géographie et l'architecture, de 2010 à 2014.
Il est nommé par le ministre de la transition écologique et solidaire, membre de la Mission régionale d’autorité environnementale, MRAe (Île-de-France) à laquelle il a participé de 2016 à 2020.
Il préside le Comité Scientifique de la Mission « Château Parc Forêt de Fontainebleau – Patrimoine Mondial », à présent Domaine de Fontainebleau (inscrit sur la liste indicative nationale de l'UNESCO en 2020), depuis 2016.
Président et membre du Comité Scientifique de l'Office national des forêts du 17 juillet 2011 au 21 avril 2020, il préside actuellement le Comité National d'Orientation Forêt d'Exception
Président et membre du conseil scientifique de l’École nationale supérieure du paysage de Versailles/Marseille

### Trajectoire de recherche
La trajectoire de recherche de P. Arnould a beaucoup évolué. Ses premières publications portaient en effet presque exclusivement sur les forêts, des questions touchant à l’environnement et la nature. À la suite de nombreuses recherches sur ces publications, l’auteur se dirige de plus en plus vers des questions environnementales mais en privilégiant les milieux urbains, notamment pour des questions de développement durable et de la place de la nature en ville. Par exemple dans son article « La nature en ville : l’improbable biodiversité » (2011), où il montre le statut ambigu de la biodiversité urbaine.
Au travers de ses nombreuses recherches, P. Arnould a aussi toujours cherché à comparer les pratiques d’un territoire souvent métropolitain avec d’autres. Par exemple, son article « Mise en scène d'objets de nature à Paris et Varsovie : les arbres remarquables de deux forêts périurbaines » publié en 2004 dans la revue « Nature Sciences et Société », compare la gestion des arbres remarquables dans les forêts d’exception de métropoles de Fontainebleau (Paris) et de Kampinos (Varsovie). Cette vision comparative et thématique de la géographie se retrouve dans un bon nombre de ses autres recherches faites depuis.
Par ailleurs les terrains étudiés ont évolué en partie en liaison avec les opportunités de sa trajectoire institutionnelle :
- Il a séjourné en Tunisie de 1971 à 1975
- Il a travaillé au Mexique en 2013/2014 dans le cadre d’un programme de recherche sur le Nevado de Toluca.
- En 2006, il étudiait la nature dans le temps dans Paris puis la perception de la nature en Amérique du Nord.
- Enfin, entre 2011 et 2016 il se focalise sur le cas de la métropole de Lyon et de ses alentours.

## Publications et communications

### Livres
- Les forêts d'Europe  (avec Micheline Hotyat et Laurent Simon), vol. 72, Paris, Nathan Université, coll. « Revue de géographie de Lyon, Géocarrefour », 1997, 413 p. (ISBN 2-09-190188-1, présentation en ligne)[3]
- La nature a-t-elle une place dans les milieux géographiques ?  (acte d'un colloque de 2004 ; avec Eric Glon (dir.)), Publications de la Sorbonne, 2005 p. (lire en ligne)[4]
- 6 chapitres sur l'histoire des forêts, Guide Gallimard, 2001, 192 p., La France des Forêts (présentation en ligne), p. 17 à 28
- Géographie de l'environnement  (avec Laurent Simon), Paris, Éditions Belin, coll. « Atouts géographie », 2007, 303 p. (présentation en ligne)[5]
- Atlas des développements durables  (avec Yvette Veyret (dir.)), Paris, Éditions Autrement, 2008, 96 p. (présentation en ligne)[6]
- Le juste jardin  (avec David Gauthier, Yves Le Lay, Michel Salmeron), ENS Éditions, 2012, 240 p. (présentation en ligne), p. 17 à 28
- Géographie de l'environnement  (avec Laurent Simon et 17 auteurs), Paris, Belin, 2018, 271 p. (ISBN 978-2-410-01304-7, EAN 9782410013047, présentation en ligne)
- Les géographies de Tintin, Paris, CNRS Éditions, 2018, 270 p. (présentation en ligne)
- Atlas du développement durable  (avec Yvette Veyret), Paris, Éditions Autrement, coll. « Atlas/Monde », 2019, 96 p. (présentation en ligne)
- Au plaisir des forêts : Promenade sous les feuillages du monde  (possibilité de lire un extrait), Paris, Fayard, coll. « Documents témoignages », 2014, 350 p. (présentation en ligne, lire en ligne)[7]
- « Environnements d’ici et d’ailleurs. Réflexions débridées : de la Tunisie au Mexique », Tropiques, développement et mondialisation. Hommages à Jean-Louis Chaléard, L'Harmattan,‎ 2018, p. 17 (lire en ligne, consulté le 21 février 2020)
- « Forestry, in the Midst of Global Changes »  (édité par Christine Farcy, Inazio Martinez de Arano, Eduardo Rojas-Briales), CRC Press,‎ 2019, p. 7 à 14 (lire en ligne, consulté le 21 février 2020)

### Articles de revues
- « "Pluies acides" et presse forestière française : 1980-1989, une information sans repères ? »  (avec Antoine Da Lage), Annales de géographie, vol. 102, no 572,‎ 1993, p. 397-411 (lire en ligne, consulté le 19 août 2017)
- « Forêts sous la pluie acide des mots »  (avec Antoine Da Lage), Mots : Les langages du politique, vol. 39, no 1,‎ 1994, p. 6-20 (lire en ligne, consulté le 19 août 2017)
- « L'écocertification ou la guerre des labels : vers une nouvelle géopolitique forestière ? », Annales de géographie, vol. 108, no 609,‎ 1999, p. 567 à 582 (lire en ligne, consulté le 19 août 2017)
- « Forêts et filières bois de l'hémisphère Nord »  (avec Micheline Hotyat), Annales de géographie, vol. 108, no 609,‎ 1999, p. 452 à 455 (lire en ligne, consulté le 19 août 2017)
- « Mise en scène d'objets de nature à Paris et Varsovie : les arbres remarquables de deux forêts périurbaines »  (Caroline Cieslak), Nature, Sciences, Sociétés, vol. 12,‎ 2004, p. 157 à 171 (lire en ligne, consulté le 19 janvier 2020)
- « Le souffle de Cuicul »  (avec Jean-Louis Tissier), Afrique & Histoire, vol. 3,‎ 2005, p. 25 à 28 (lire en ligne, consulté le 10 octobre 2019)
- « Milieux et ressources de la planète », La mondialisation,‎ 2006, p. 31 à 62 (lire en ligne, consulté le 10 octobre 2019)
- « Wilderness, usages et perceptions de la nature en Amérique du Nord. »  (avec Éric Glon), Annales de géographie,‎ 2006, p. 227 à 238 (lire en ligne, consulté le 10 octobre 2019)
- « La confusion des chiffres et des territoires », Annales de géographie,‎ 2006, p. 528 à 549 (lire en ligne, consulté le 10 octobre 2019)
- « Entreprises et développement durable: une relation ambiguë », Revue des deux Mondes,‎ octobre 2007, p. 80 à 94 (lire en ligne, consulté le 24 février 2020)
- « La nature en ville : l'improbable biodiversité »  (avec Yves-François Le Lay, Clément Dodane, Inès Méliani), Géographie, économie, société, vol. 13,‎ 2011, p. 45 à 68 (lire en ligne, consulté le 10 octobre 2019)
- « "Marchands de nature" : 20 ans de communication institutionnelle dans la métropole lyonnaise de 1989 à 2009 »  (avec Inès Méliani), VertigO - la revue électronique en sciences de l'environnement, vol. 12, no 2,‎ septembre 2012 (DOI https://doi.org/10.4000/vertigo.12960, lire en ligne, consulté le 21 février 2020)
- « La ville et ses doubles »  (avec Yves-François Le Lay), Questions de communication,‎ 2014, p. 103 à 124 (lire en ligne, consulté le 8 novembre 2019)
- « Arbres en otages : L’utilisation à Lyon de l’image de l’arbre en ville par le politique »  (avec Inès Méliani), Forêt et communication. Héritages, représentations et défis », textes réunis et présentés par Charles Dereix, Christine Farcy et François Lormant l’Harmattan,‎ 2016, p. 175 à 196 (lire en ligne, consulté le 21 février 2020)
- « Forêts : conservatoires de biodiversité. Forêts françaises : 670 ans de développement durable. Jalons à travers le temps et l’espace. Quelle biodiversité à l’arrivée ? », Revue Humanités et biodiversité,‎ 2019, p. 45 à 68

### Communications autres
Il a notamment communiqué au moyen de podcasts sur FranceInter (écouter en replay)
- « Le développement durable », compte-rendu d'une conférence animée par Paul Arnould (2004).
- Recension de "Géographie de l'environnement"
- Recension de "La nature a-t-elle une place dans les milieux géographiques ?"
- Recension de "Les forêts d'Europe"
- Café géographique : Y a-t-il trop de forêt en France ?
- Café géographique : Nature et culture en géographie